# 25-та танкова дивізія (Третій Рейх)
25-та танкова дивізія (Третій Рейх) (нім. 25. Panzer-Division) — танкова дивізія Вермахту в роки Другої світової війни.

## Історія
25-та танкова дивізія розпочала формування 27 лютого 1942 в Еберсвальде на території VI-го військового округу (нім. Wehrkreis VI).

## Райони бойових дій та дислокації дивізії
- Норвегія (лютий 1942 — серпень 1943);
- Данія (серпень — вересень 1943);
- Франція (вересень — жовтень 1943);
- СРСР (центральний напрямок) (жовтень 1943 — травень 1944);
- Данія (переформування) (травень — вересень 1944);
- Польща (вересень 1944 — квітень 1945);
- Східна Німеччина (квітень — травень 1945).

## Командування

### Командири
- генерал-лейтенант Йоганнес Гарде (нім. Johannes Haarde) (27 лютого — 31 грудня 1942);
- генерал-лейтенант Адольф фон Шелль (нім. Adolf von Schell) (1 січня — 15 листопада 1943);
- генерал-лейтенант Георг Яуер (15 — 20 листопада 1943), ТВО;
- генерал-майор Ганс Трегер (20 листопада 1943 — 9 лютого 1944);
- оберст Курт Трюгаупт (нім. Kurt Truehaupt) (10 лютого — 31 травня 1944), ТВО;
- генерал-майор Освін Гроліг (1 червня — 18 серпня 1944);
- оберст Курт Трюгаупт (нім. Kurt Truehaupt) (19 серпня — 8 листопада 1944), ТВО;
- генерал-майор Оскар Аудерш (9 листопада 1944 — 8 травня 1945).

## Нагороджені дивізії
Нагороджені дивізії
Нагороджені Сертифікатом Пошани Головнокомандувача Сухопутних військ для військових формувань Вермахту за збитий літак противника
- 1 травня 1944 — II-й батальйон 146-го панцер-гренадерського полку за дії 22 січня 1944 (473);

|  | Кавалери Золотого Німецького Хреста                                                                      | 7 |
|  | Кавалери Лицарського хреста Залізного хреста                                                             | 4 |
|  | Кавалери Почесної Відзнаки Сухопутних військ «Почесна пряжка на орденську стрічку для Сухопутних військ» | 5 |

- Нагороджені Сертифікатом Пошани Головнокомандувача Сухопутних військ (1)

## Бойовий склад 25-ї танкової дивізії
- штаб дивізії:
- 146-й мотопіхотний полк (Schützen-Regiment 146);
- 214-й танковий батальйон (Panzer-Abteilung 214);
- 514-та самохідна протитанкова батарея (Panzerjäger-Kompanie 514);
- 91-ша моторизована артилерійська батарея 100-мм гармат (Batterie 10-cm Kanonen (mot) 91);

- штаб дивізії:
- 9-й танковий полк (Panzer-Regiment 9);
- 146-й панцергренадерський полк (Panzergrenadier-Regiment 146);
- 147-й панцергренадерський полк (Panzergrenadier-Regiment 147);
- 87-й мотоциклетний батальйон (Kradschutzen-Bataillon 87);
- 91-й артилерійський полк (Panzer-Artillerie-Regiment 91);
- 87-й розвідувальний батальйон (Panzer-Aufklarungs-Abteilung 87);
- 279-й дивізіон зенітної артилерії (Heeres-Flak-Artillerie-Abteilung 279);
- 87-й винищувально-протитанковий дивізіон (Panzerjäger Abteilung 87);
- 87-й інженерно-саперний батальйон (Panzer-Pionier-Bataillon 87);
- 87-й батальйон зв'язку (Panzer-Nachrichten-Bataillon 87);
- 87-й інтендантський загін (Versorgungstruppen 87);
- 87-й навчальний батальйон (Feldersatz-Bataillon 87).